# Ignacy Łukasiewicz
Jan Józef Ignacy Łukasiewicz (phát âm tiếng Ba Lan: [iɡˈnatsɨ wukaˈɕɛvitʂ]; 8 tháng 3 năm 1822 - 7 tháng 1 năm 1882) là một dược sĩ, kỹ sư, doanh nhân, nhà phát minh và nhà từ thiện người Ba Lan. Ông là một trong những nhà từ thiện nổi tiếng nhất ở Vương quốc Galicia và Lodomeria, đất phong của Áo-Hungary. Ông là người tiên phong vào năm 1856 đã xây dựng nhà máy lọc dầu hiện đại đầu tiên trên thế giới. Thành tựu của ông bao gồm khám phá cách chưng cất dầu hỏa từ dầu thấm, phát minh ra đèn dầu hiện đại (1853), giới thiệu đèn đường hiện đại đầu tiên ở châu Âu (1853) và xây dựng giếng dầu hiện đại đầu tiên của thế giới (1854).